# Frauenwahllokal

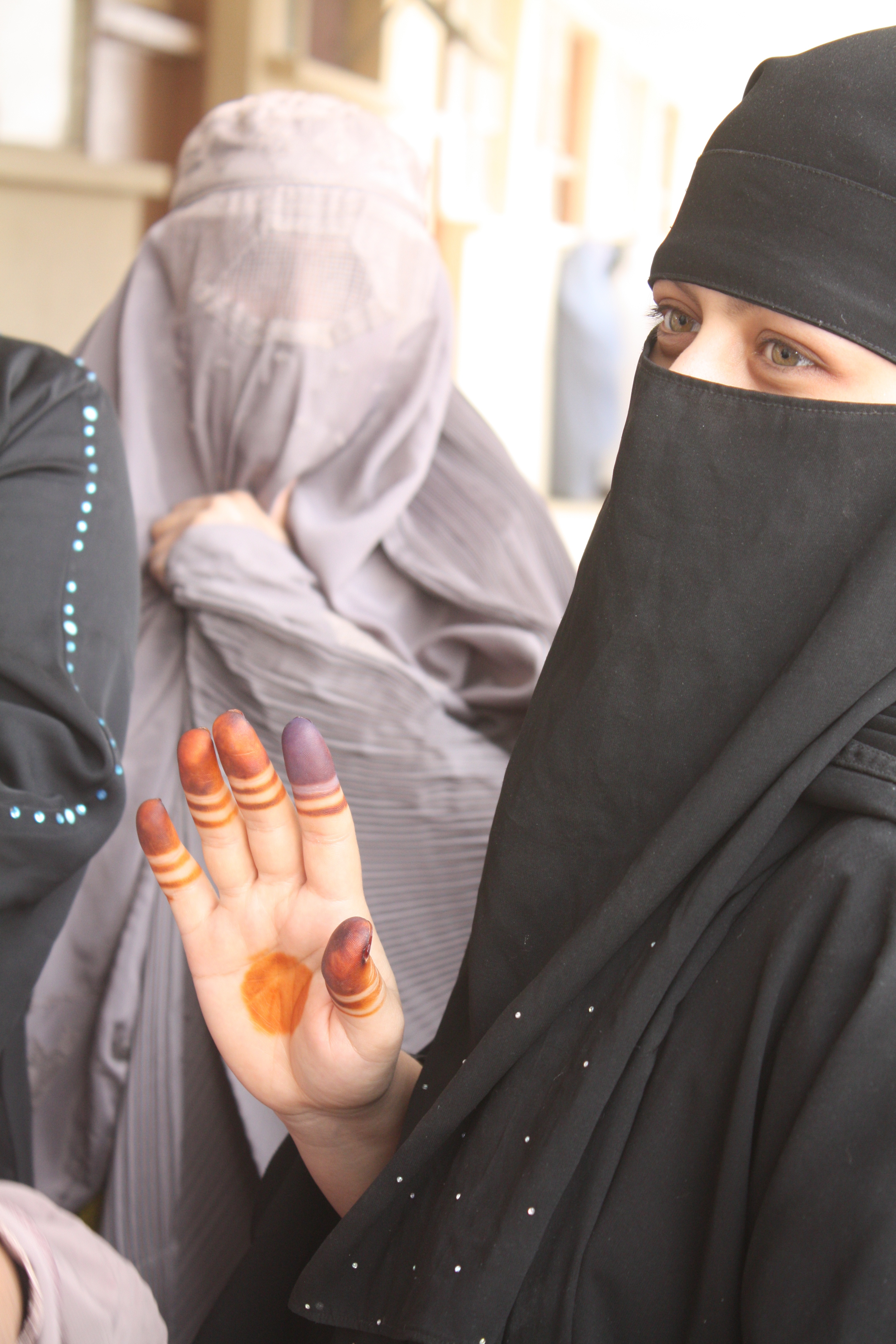
Afghanische Frau tarnt die Wahlmarkierung auf ihrer Hand

Separate Frauenwahllokale wurden eingerichtet, um Frauen das Wahlrecht zu gewährleisten.
Besonders in Gesellschaftsordnungen, die auf eine Trennung der Geschlechter Wert legen, wurden diese eingerichtet. Bekannt sind separate Wahllokale aus  Afghanistan, Pakistan und Indien.
In Pakistan ist eine Mindestwahlbeteiligung von 10 % der Frauen erforderlich, um die Wahl gültig zu machen.

## Nachweise
1. ↑  https://tribune.com.pk/story/1799330/1-shangla-polls-separate-polling-stations-overcoming-taboos-key-better-women-turnout/ Tribune of Pakistan: Shangla by-polls: Separate polling stations, overcoming taboos key to better women turnout
2. ↑  The Election Act, 2017